# Alfentanil

Molécula de Alfentanil

Alfentanil é um opióide sintético de curta latência e curta duração. Sua utilização mais frequente se dá em anestesias ambulatoriais como suplemento intravenoso com fármacos anestésicos inalatórios ou intravenosos, ou como componente principal de anestesia balanceada (p. ex., com óxido nitroso e um fármaco bloqueador neuromuscular), especialmente em cirurgia cardíaca.